# Clavactinia
Clavactinia är ett släkte av nässeldjur. Clavactinia ingår i familjen Hydractiniidae.
Kladogram enligt Catalogue of Life:
| Clavactinia | \| \| Clavactinia gallensis \| \| \| \| \| \| Clavactinia protecta \| \| \| \| |
|             | \| \| Clavactinia gallensis \| \| \| \| \| \| Clavactinia protecta \| \| \| \| |
|             | Clava                                                                          |
|             |                                                                                |
|             | Cnidostoma                                                                     |
|             |                                                                                |
|             | Cystactinia                                                                    |
|             |                                                                                |
|             | Hydractinia                                                                    |
|             |                                                                                |
|             | Hydrocorella                                                                   |
|             |                                                                                |
|             | Janaria                                                                        |
|             |                                                                                |
|             | Kinetocodium                                                                   |
|             |                                                                                |
|             | Podocoryne                                                                     |
|             |                                                                                |
|             | Rhizogeton                                                                     |
|             |                                                                                |
|             | Rhysia                                                                         |
|             |                                                                                |
|             | Tregoubovia                                                                    |
|             |                                                                                |
|             | Clavactinia gallensis                                                          |
|             |                                                                                |
|             | Clavactinia protecta                                                           |
|             |                                                                                |

|  | Clavactinia gallensis |
|  |                       |
|  | Clavactinia protecta  |
|  |                       |